# Moneda global

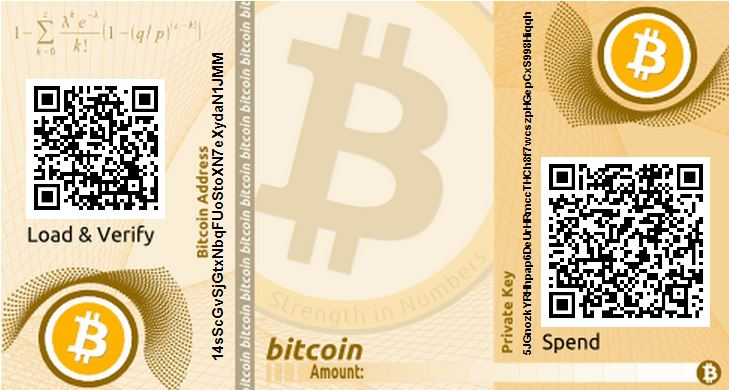
Bono de bitcoin

En el mercado financiero internacional y de divisas, una moneda mundial o moneda global es una divisa en la cual se llevan a cabo la mayoría de las transacciones mundiales.
Actualmente y desde los Acuerdos de Bretton Woods el dólar estadounidense se ha establecido como moneda de reserva global.

## Moneda supranacional
Una moneda supranacional o supermoneda es una moneda hipotética de reserva internacional que no es emitida por ningún país en particular. La moneda supranacional ha sido propuesta por China y Rusia a raíz de la Crisis Financiera Global. El objetivo es el de tener una moneda que sea estable a largo plazo y su emisión no dependa de decisiones políticas internas de ningún país individual y por lo tanto no posea las deficiencias inherentes a las monedas nacionales.
China y Rusia han propuesto que sean el Fondo Monetario Internacional o el Banco Mundial las organizaciones encargadas de emitir la moneda supranacional.
Un panel de economistas de las Naciones Unidas también propuso el 23 de marzo la creación de una nueva divisa global para reemplazar el sistema volátil basado en el dólar y para dar pasos coordinados para estimular la economía.
El presidente de Venezuela Hugo Chávez presentó una propuesta llamada Petro, una moneda supranacional que sustentaría en las grandes reservas de petróleo de los países productores del crudo como moneda de reserva internacional para reemplazar el dólar y hacer frente a los problemas de inestabilidad económica causados por la generación de dinero inorgánico.